# Euselasia argentea
Euselasia argentea är en fjärilsart som beskrevs av William Chapman Hewitson 1871. Euselasia argentea ingår i släktet Euselasia och familjen Riodinidae. Inga underarter finns listade i Catalogue of Life.

## Bildgalleri

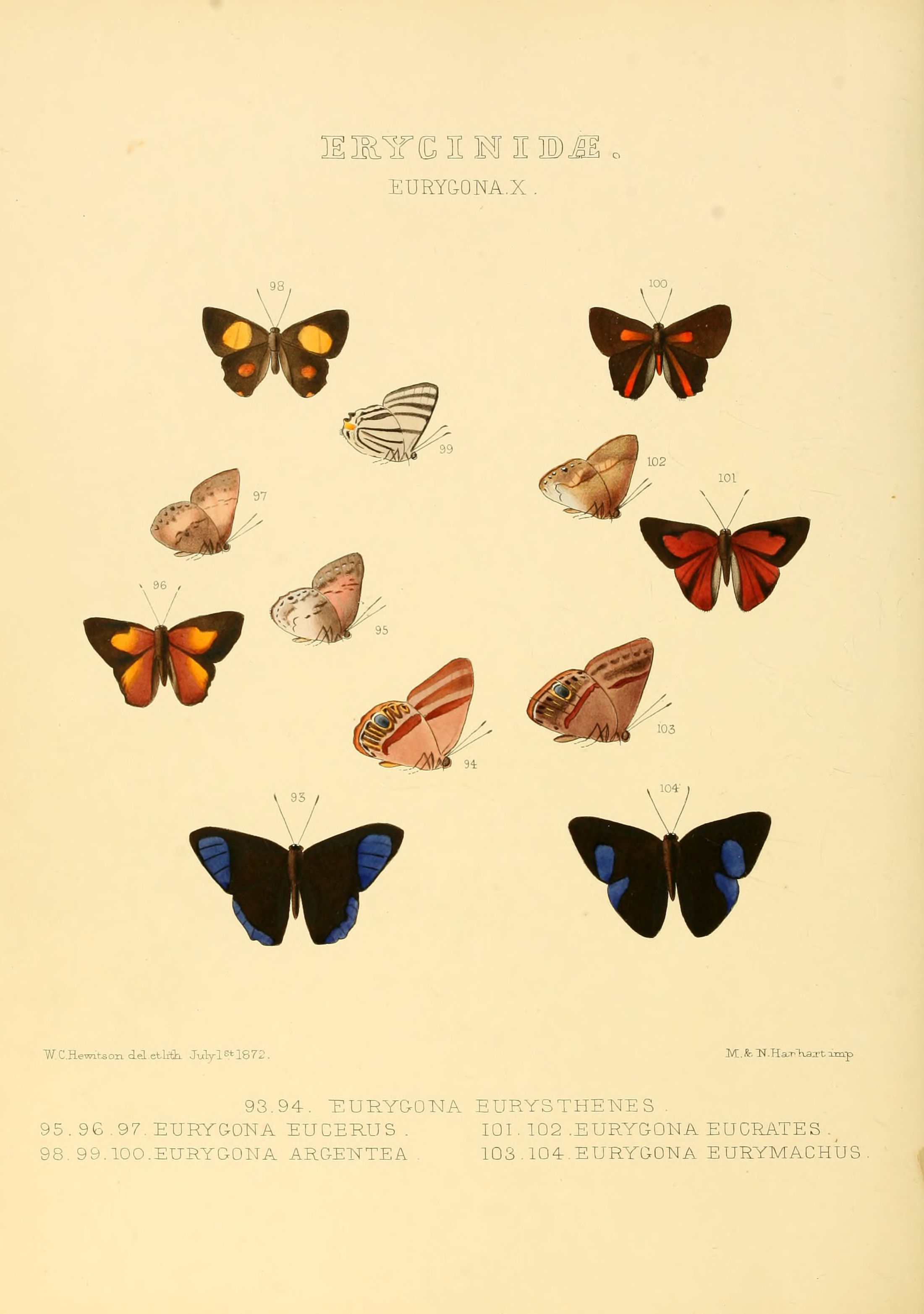